# System ssący
System ssący - (z ang. pull system) jest systemem produkcyjnym napędzanym faktyczną konsumpcją oraz sterowanym zsynchronizowanymi sygnałami o potrzebie uzupełnienia materiału.
Metodyka poziomowania, nieodłącznie związana z systemem ssącym, udziela odpowiedzi na dwa ważne pytania:
- w jakich ilościach zlecać produkcję procesom w określonym przedziale czasu (poziomowanie wielkości produkcji) oraz,
- jak zmieniać asortyment zlecany procesom w kolejnych przedziałach czasu (poziomowanie asortymentu produkcji).

System ssący wymaga także regularnych przeglądów, kalkulacji wielkości zapasów i odpowiedniej ilości kart. Efektywne funkcjonowanie tego systemu zależne jest od wielu innych metod/narzędzi takich jak TPM, SMED, standaryzacja.
Produkcja typu Pull jest kojarzona głównie z filozofią Lean Manufacturing – wyszczuplonej produkcji. Odpowiada za zarządzanie przepływem informacji i materiałów i polega na uzupełnianiu ich tylko w sytuacji, gdy dane zasoby zostaną wykorzystane.